# مرسدس-بنز آروکس

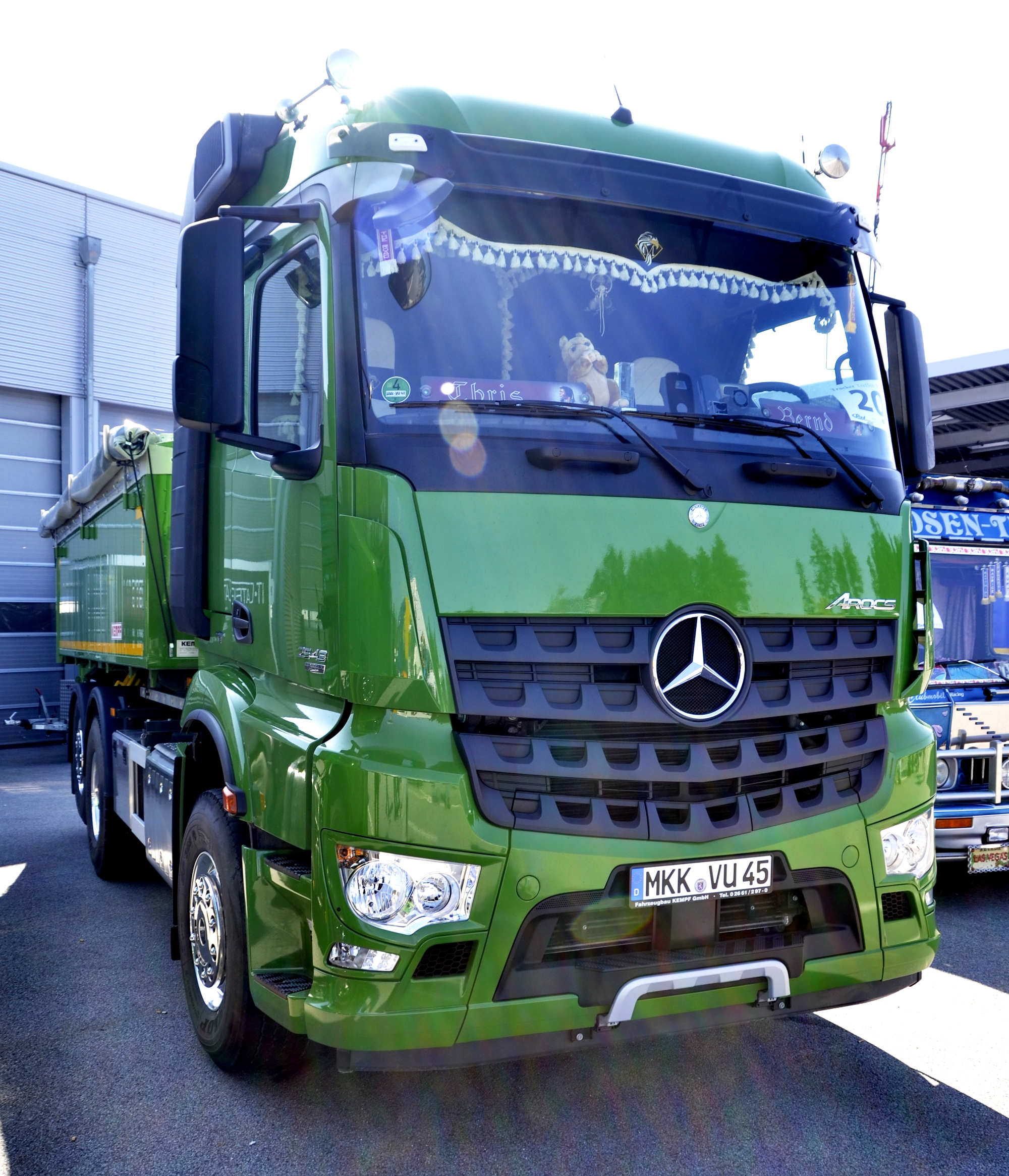
مرسدس بنز آروکس ۶ × ۲

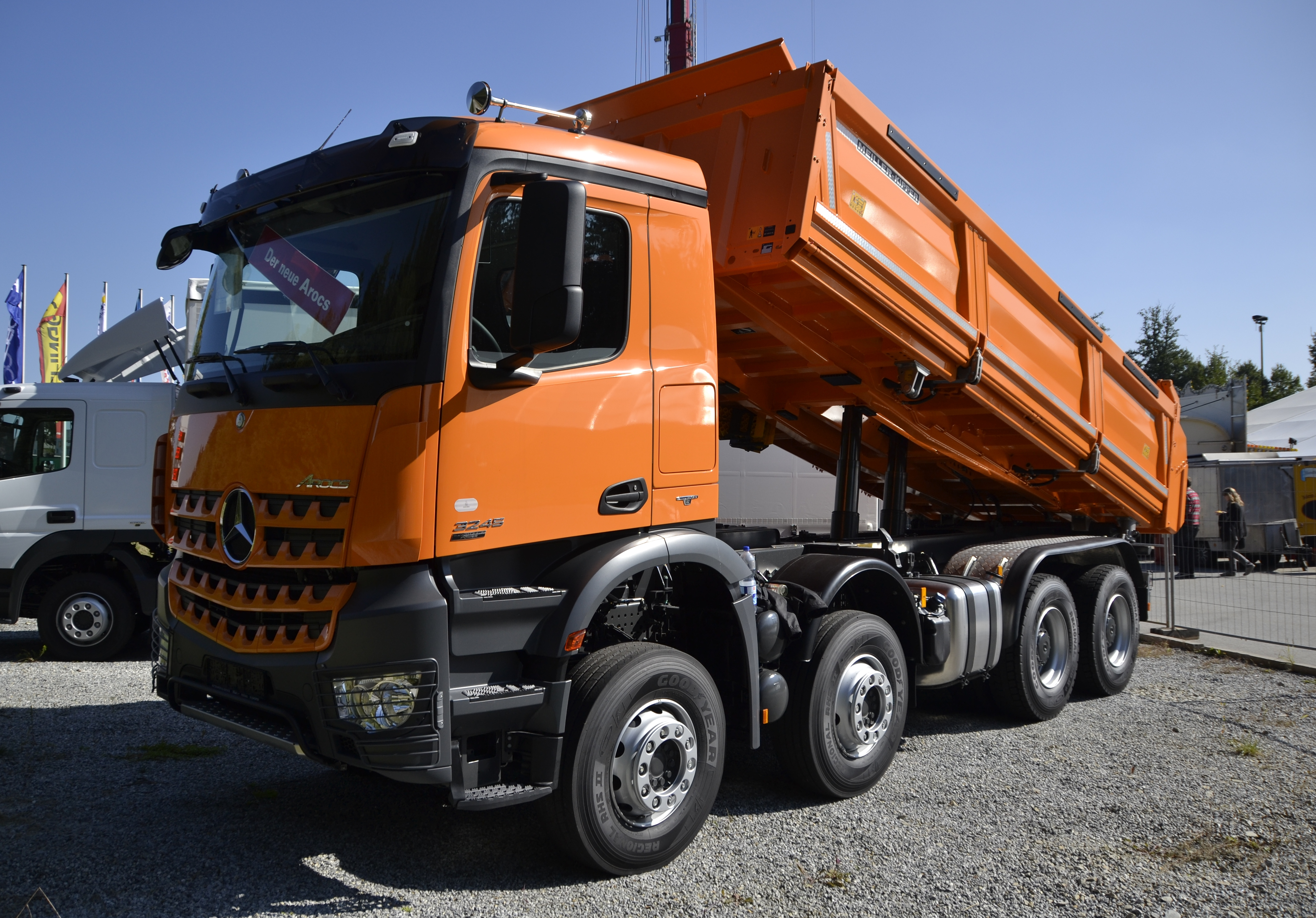
کامیون کمپرسی مرسدس بنز آروکس ۸ × ۴

مرسدس بنز آروکس یک کامیون فول سایز سنگین است، که در سال ۲۰۱۳ توسط معرفی مرسدس بنز معرفی شد.

## مشخصات فنی
بدنه‌های موجود برای کامیون شامل کمپرسی، میکسر بتن و تراکتور با دو، سه یا چهار محور است. وزن تیپ‌های خودرو از ۱۸ تا ۲۴ تن است.

## موتورها
همه موتورهای این کامیون با استاندارد آلایندگی اروپا سازگار هستند:
برای این خودرو ۵ مدل موتور موجود است.
- OM473
- OM471
- OM470
- OM936

.